# Rådene kyrka
Rådene kyrka var en kyrkobyggnad som tillhörde Rådene församling i Skara stift. Den låg i kyrkbyn Rådene. Den raserades 1866 och församlingen använde därefter Sjogerstads kyrka i den socknen som församlingskyrka.
Av den gamla kyrkplatsen återstår idag endast en ödekyrkogård som avgränsas av en stenmur med en klockstapel och en minnessten samt en runristad gravsten. 

## Kyrkobyggnaden
Kyrkan sådan den avbildas i Johan Peringskiölds Monumenta har ett rektangulärt långhus och smalare absid och ett vapenhus i söder. I kyrkans triumfbåde satt en runristad trabes. I Sjogerstads kyrka finns två sidoposter av finhuggen sandsten förvarade och ett tympanonfält med två fyrfota djur inmurade i kyrkan södra innervägg.

## Inventarier
- På Statens historiska museum i Stockholm finns dopfunten
- Västergötlands museum hyser ett flertal skulpturer, snickerier och målningar från Rådene.[3]

## Bilder

### Exteriörer

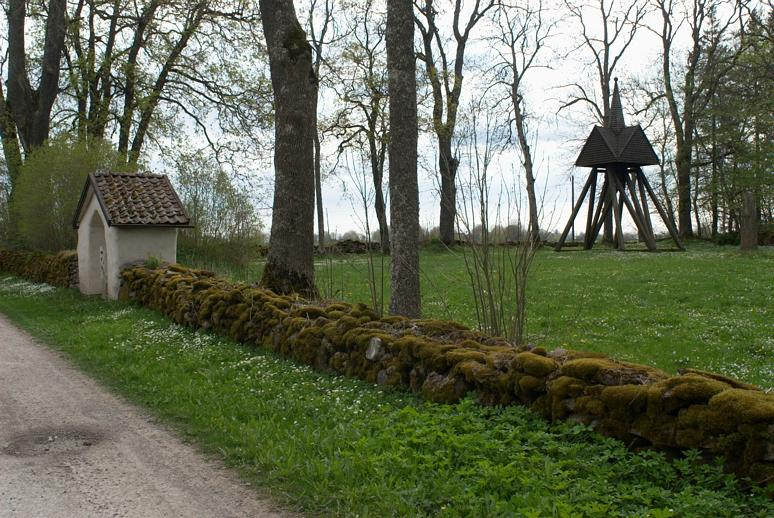
Ödekyrkogården.
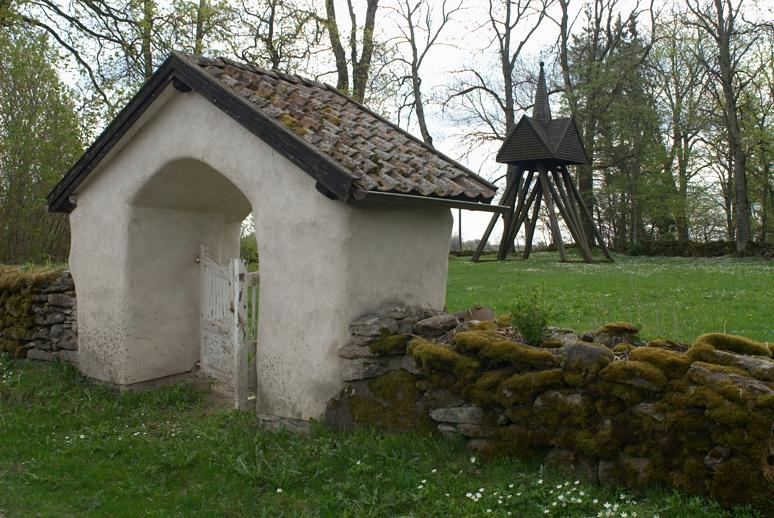
Stigluckan in till Rådene kyrkplats.
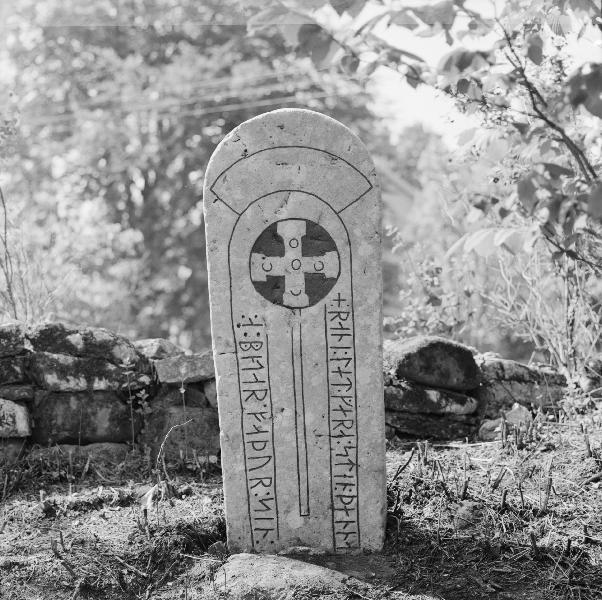
Den runristade gravhällen Vg 93.
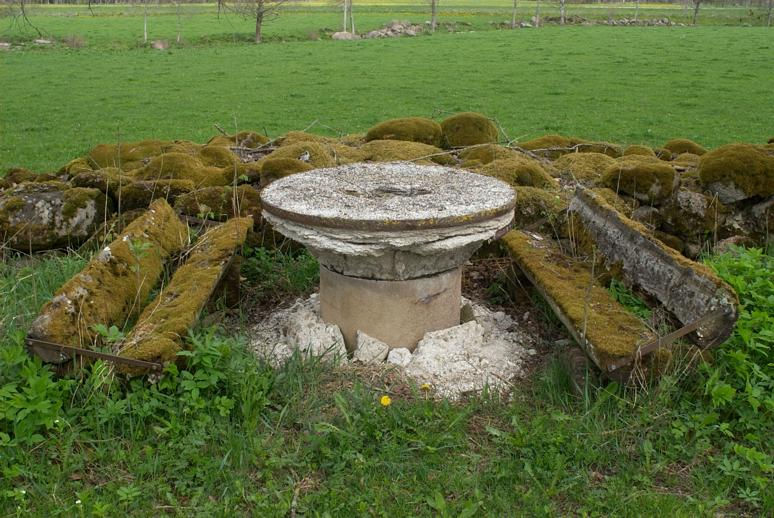
Rådene ödekyrkogård.
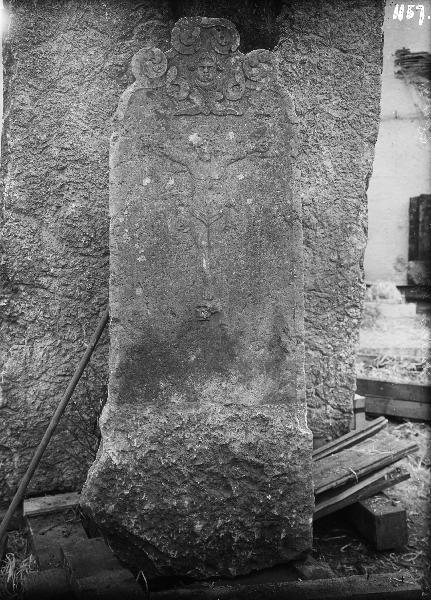
Gravsten över Nils Andersson i Bossgården, avliden 1711.

### Dopfunten
Dopfunten som har bevarats från Rådene kyrka tillhör en liten grupp av dopfuntar som kallas "Bolumgruppen". En annan funt med denna design finns i Bjärklunda. Funten från Bolum (Valle härad), som gett gruppen namn, förvaras likt denna funt på Statens historiska museum i Stockholm. Det föreligger en viss sammanblandning med Rödene i Alingsås beträffande denna funt. Beträffande begreppet "Bolum" föreligger också viss sammanblandning då det historiskt funnits två socknar med samma namn, d.v.s. "Bolum-Kinne" och "Bolum-Valle".

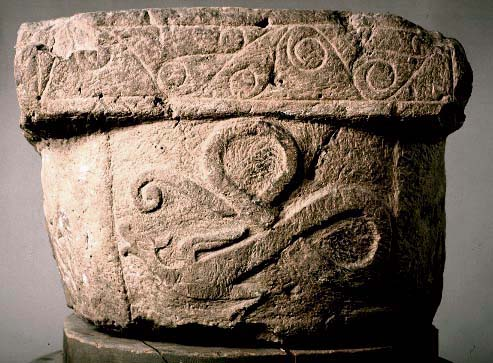
Dopfunten är kvadratisk och saknar egen fot.
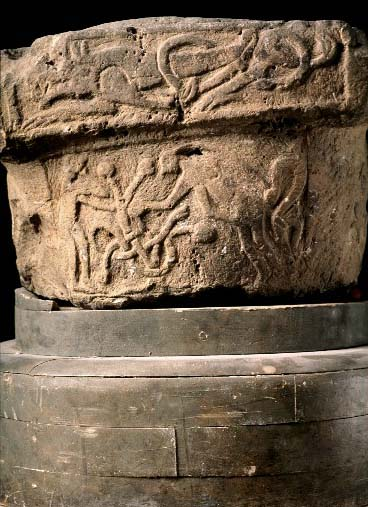
Stora djuret överst, syndafallet nedtill.
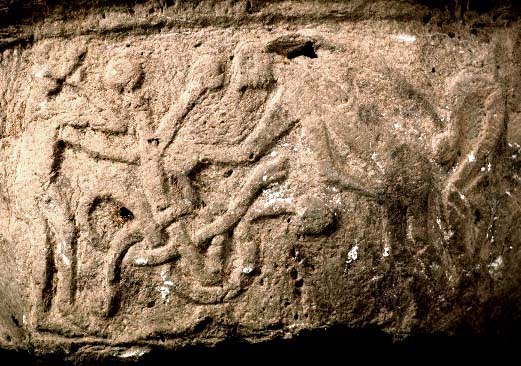
Syndafallet
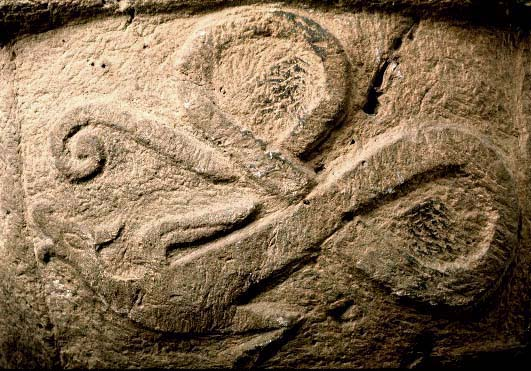
Slingrande drake
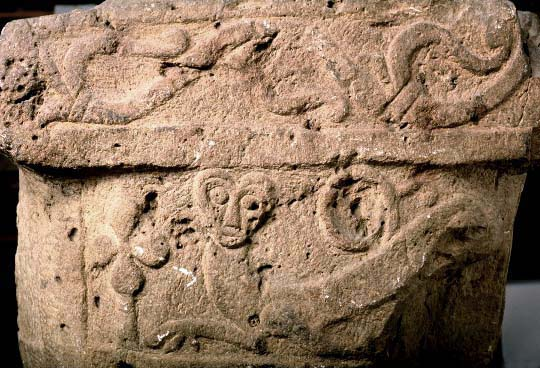
Den för bolumgruppen så typiska fyrfotingen nedtill.
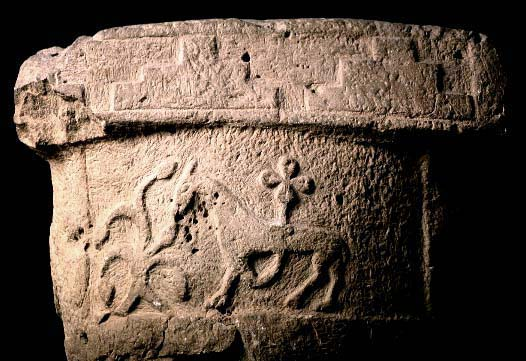
Livsträd och Agnus dei, Guds lamm.

### Tympanon i Sjogerstad
Om detta verk säger konstvetaren Jan Svanberg "Här framställs ett lejon och en bevingad drake stående mot varandra och mellan dem och omkring deras halsar ses en orm slingra sig, så att de bägge motställda djuren ser ut som två bältesspännare i ett envig. De två motställda djurens betydelse är oviss. Är det en konfrontation mellan lejonet av Juda och ondskans drake? Eller är det två onda makter, är det djävulen, som går omkring som ett rytande lejon sökande vem han kan uppsluka, i strid med den i Västerlandet nästan alltid ondskefulla draken?" En kvadersten med snarlikt motiv finns i Hasslösa kyrka.

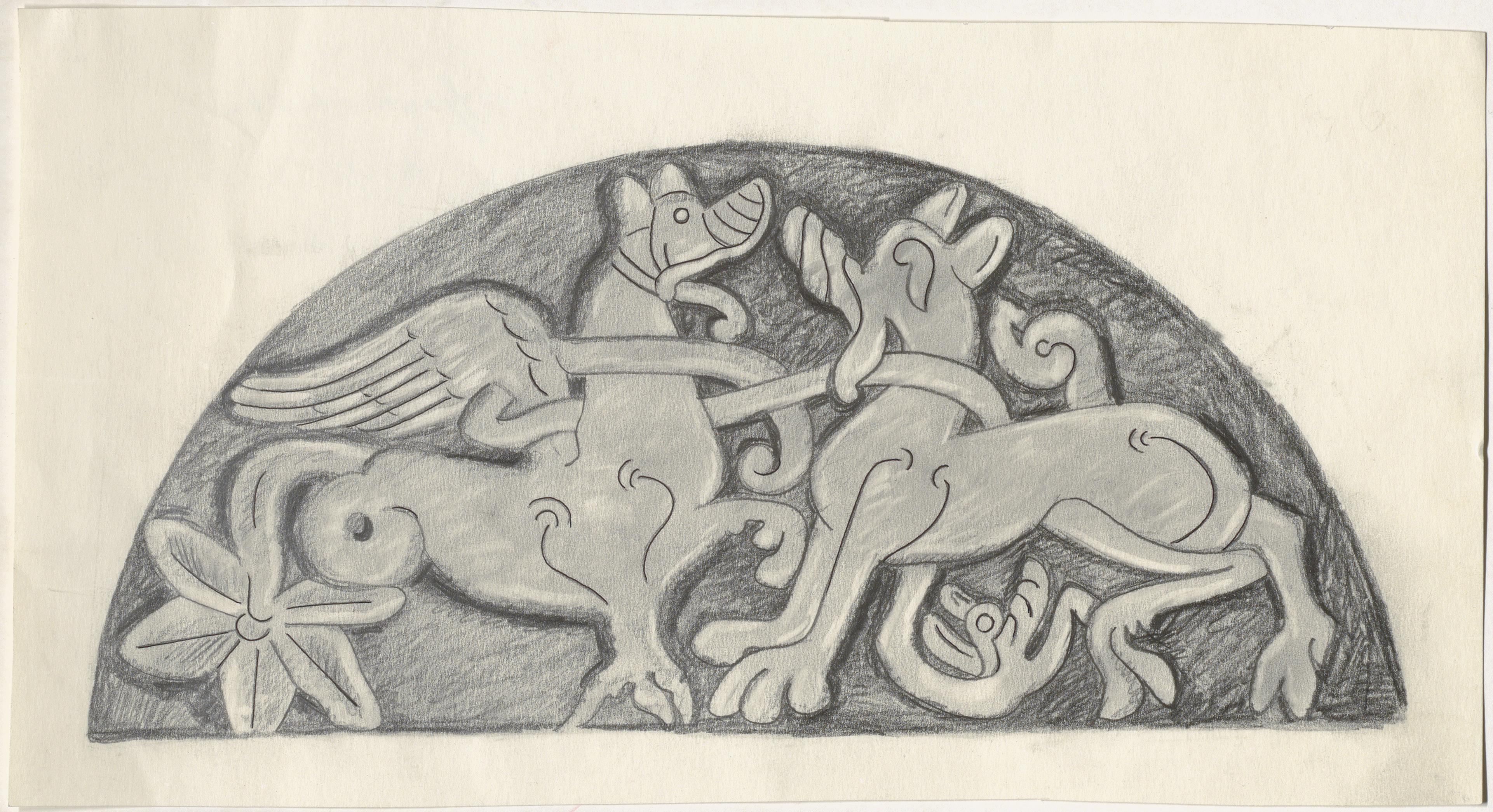
Teckning av Bengt Händel 1967.
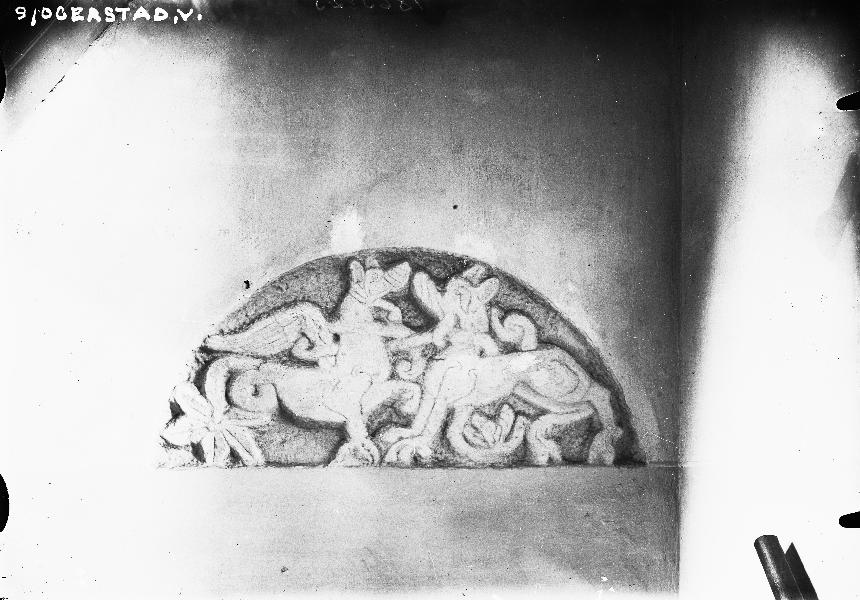
Sjogerstads kyrka

### Altarskåpet från Rådene
Om altarskåpet i ek från 1500-talets första fjärdedel och pietà-motivet säger SHM följande: "pietàframställingen har en utformning som är helt unik i vårt land, men den har en nära parallell i Hans Brüggemanns Bordesholmsaltare, vilket föranlett Swartling I 1963 att förmoda ett samband; under alla omständigheter kommer skåpet ur en verkstad med många arbeten i Västergötland." Västergötlands museum i Skara har för övrigt fler skulpturer, samt ett antal målningar från läktarbarriären daterade till 1690-1750.

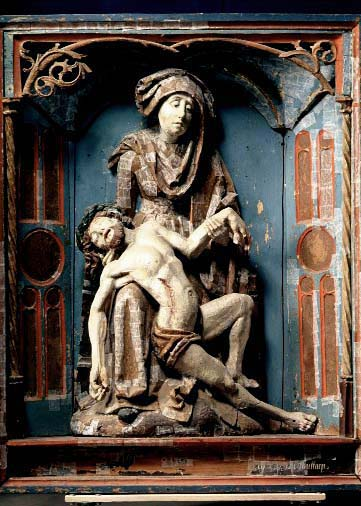
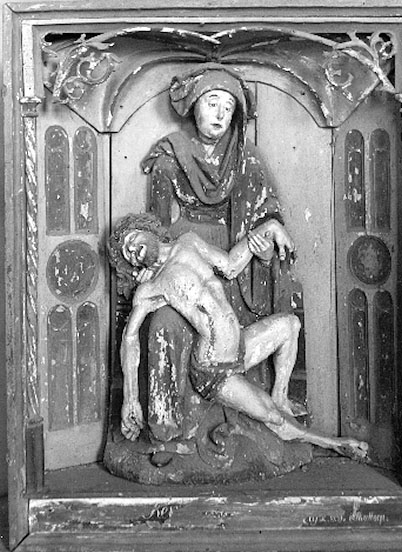
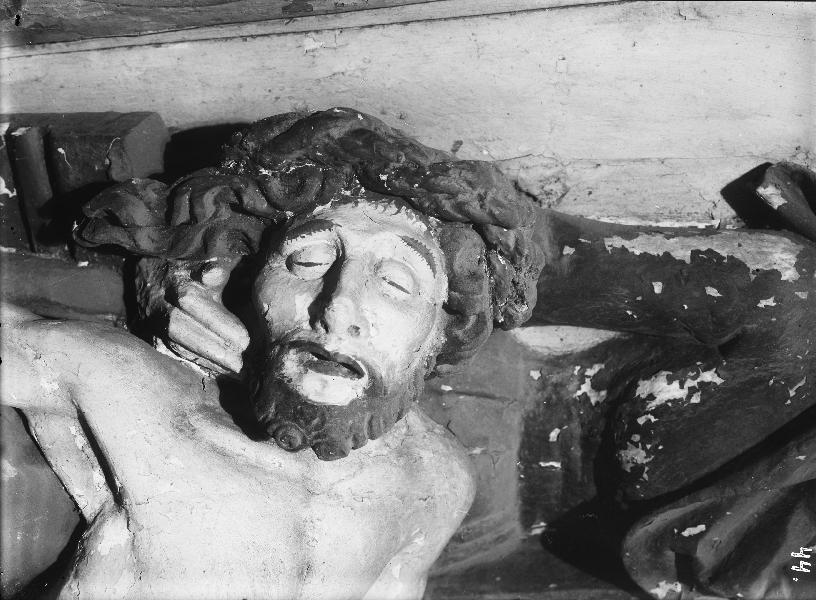
Jesus ansikte
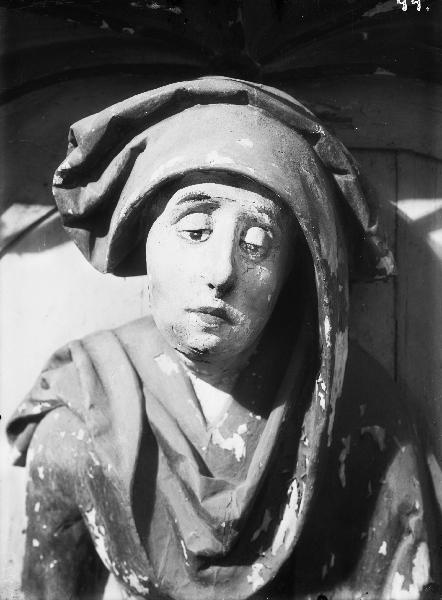
Marias ansikte